# Salona
Salona var en gammel by grunnlagt av den illyriske folkestamme dalmatierne. Byen lå nær det som nu er Solin og Split i nutidens Dalmatien i sydlige Kroatien.
Efter at romerne havde besejret illyrerne og indtaget bebyggelsen blev Salona den romerske provins Dalmatias hovedstad. Byen blev ødelagt af avarene og slaverne i år 614 og senere nok en gang i 634.